# Peter Schmidhuber

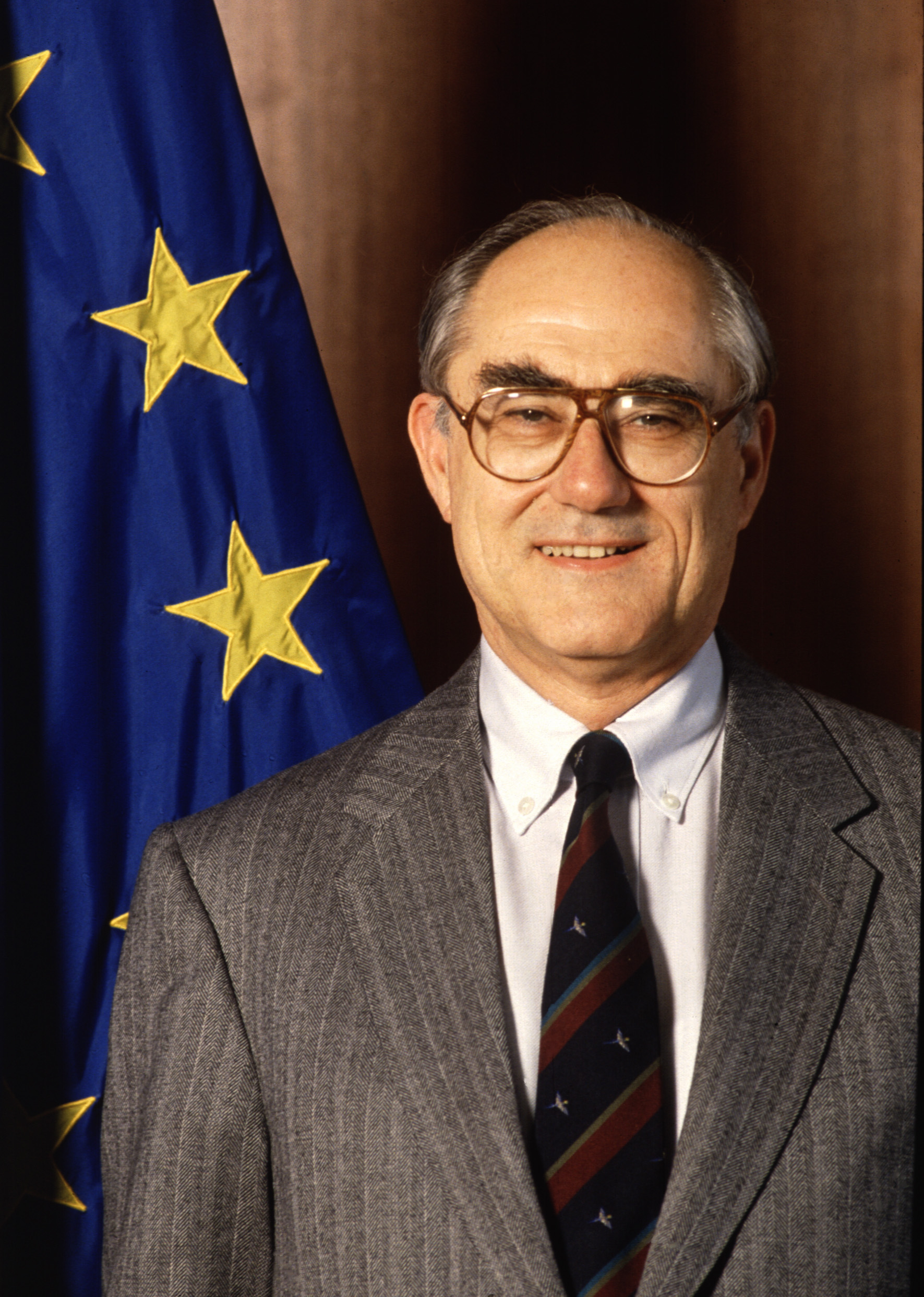
Peter Schmidhuber (1989)

Peter M. Schmidhuber (* 15. Dezember 1931 in München; † 26. Dezember 2020) war ein deutscher Landes-, Bundes- und Europapolitiker der CSU.

## Leben
Nach dem Abitur studierte Schmidhuber ab 1951 Rechtswissenschaften und Ökonomie an der Ludwig-Maximilians-Universität München. Er bestand 1955 das Examen zum Diplom-Volkswirt und legte 1956 die Erste und 1960 die Zweite juristische Staatsprüfung ab. Er arbeitete seit 1961 in der staatlichen Finanzverwaltung, danach war er von 1966 bis 1978 als Rechtsanwalt mit der Zulassung für die Landgerichte München I und München II tätig.
Schmidhuber trat 1952 in die CSU ein und galt als politisches Ziehkind von Josef Müller (genannt Ochsensepp). Von 1960 bis 1966 war er Mitglied des Münchner Stadtrats, von 1965 bis 1969 sowie 1972 bis 1978 Mitglied des Deutschen Bundestages. Schmidhuber wurde 1978 in den Bayerischen Landtag gewählt, dem er bis 1987 angehörte. Franz Josef Strauß berief ihn 1978 als Staatsminister für Bundesangelegenheiten und Europafragen in sein Kabinett. Dieses Amt des Bayerischen Landesbevollmächtigten beim Bund bekleidete er bis 1987. Außerdem war er Mitglied des Bundesrates, des Vermittlungsausschusses und der Parlamentarischen Versammlung der NATO.
Von 1987 bis 1995 war Schmidhuber Mitglied von drei Europäischen Kommissionen (Delors I-III) unter Jacques Delors in Brüssel, zuständig für Regionalpolitik und Marktwirtschaft, seit Januar 1989 auch für Haushaltskontrolle.
Von 1995 bis 1999 war er Mitglied des Direktoriums der Deutschen Bundesbank in Frankfurt am Main.
Peter M. Schmidhuber war anschließend erneut als Rechtsanwalt tätig. Seine Tätigkeitsschwerpunkte waren Währungs-, Bank- und Finanzrecht, Europarecht und Wettbewerbsrecht. Weiters war er Mitglied des Stiftungsrats der St. Galler Stiftung für Internationale Studien.

## Privates
Schmidhuber war verwitwet und hatte eine Tochter.
1971 war er Gründungsmitglied des Lions Club München-Arabellapark.

## Ehrungen und Auszeichnungen
- Verdienstorden der Bundesrepublik Deutschland
  - Verdienstkreuz am Bande (1978)
  - Verdienstkreuz 1. Klasse (1979)
  - Großes Verdienstkreuz (1982)
  - Großes Verdienstkreuz mit Stern (1986)
  - Großes Verdienstkreuz mit Stern und Schulterband (1995)
- Bayerischer Verdienstorden (1978)
- Ehrenring des Deutschen Handwerks (1990)
- Bayerischer Bierorden (1991)
- Bayerische Verfassungsmedaille in Gold (1992)
- Großer Tiroler Adler-Orden des Landes Tirol (1995)
- Medaille München leuchtet in Silber (1972)[5]
- Ehrenmitglied der katholischen Studentenverbindung K.D.St.V. Rheno-Franconia München im CV (1981)